# کارول استریم (ایلینوی)
کارول استریم (به انگلیسی: Carol Stream) یک روستا در ایالات متحده آمریکا است که در شهرستان دوپیج، ایلینوی قرار دارد. کارول استریم ۲۴٫۴۹ کیلومتر مربع مساحت و ۳۹٬۷۱۱ نفر جمعیت دارد.